# Cerco tiempo
Cerco tiempo (1996) è il secondo album registrato in studio dal gruppo napoletano 99 Posse.

## Il disco
Con questo lavoro si aggiunge al gruppo la voce di Meg che contribuirà poi a tutti gli album successivi fino allo scioglimento nel 2001. Inoltre la musicalità della band si allontana dalle tipiche sonorità reggae/raggamuffin accostandosi ad un hip hop con influenze dub e dancehall.
Rispetto al primo album i testi si affacciano a tematiche più introspettive che politiche, senza però abbandonare mai la linea della protesta e della militanza comunista.
L'album si aggiudica il disco d'oro con 80 000 copie vendute.

## Tracce
1. Si tuu
2. Non c'è tempo
3. Pecchè
4. Senza ritornello
5. Balla e piensa
6. La gatta mammona (Antonio Infantino)
7. Fujakkà
8. Facendo la storia - Making the history (Linton Kwesi Johnson)
9. Spara
10. Avrei voluto conoscervi

## Formazione
- Luca "'O Zulù" Persico - voce
- Maria "Meg" Di Donna - voce, cori
- Marco "Kaya Pezz8" Messina - campionatore e dub master
- Massimo "JRM" Jovine - basso e cori
- Gianni Mantice - chitarra
- Sasha Ricci - tastiere
- Claudio "Klark Kent" Marino - batteria

### Altri musicisti
- Speaker Cenzou - voce in Non c'è tempo e Pecchè
- Paolo Polkari - piano in Pecchè
- Carmine Tortora - fisarmonica in Balla e piensa
- Antonio Bruno - basso in La gatta mammona
- Giorgio Bruno, Raffaele Gioioso - batteria in La gatta mammona
- Rocco Paradiso - percussioni in La gatta mammona
- Agostino Cortese - grancassa in La gatta mammona
- Antonio Infantino - seconda voce in La gatta mammona
- Enzo Rizzo - cori in Fujakkà
- Lemnaouar "Nordin" Ahmine - voce in Spara![2]